# Eagles Basket Bologna
La Eagles Basket Bologna è stata una società di pallacanestro maschile di Bologna, nata nell'estate 2011, a seguito della scissione del Gira Ozzano
È stata esclusa dal campionato di Divisione Nazionale A FIP 2012-2013 dopo l'11ª giornata, a causa di inadempienze economiche.

## Storia
Eagles Bologna si iscrisse come nuovo sodalizio utilizzando la scissione del Gira in due (che mantenne il settore giovanile e si privò del titolo senior), e fu unito sotto una unica Società alle giovanili della Fortitudo Pallacanestro che erano ancora in attività.
Iniziò quindi il campionato 2011-12 con la sponsorizzazione della So.Ge.Ma Fortitudo, concludendo la stagione regolare al 2º posto, qualificandosi così per i play-off.
La squadra è stata successivamente eliminata nelle semifinali dalla Pallacanestro Lucca, ma in seguito fu ripescata dalla Federazione Italiana Pallacanestro in Divisione Nazionale A 2012-13 per ovviare alla mancata iscrizione di alcune società di Legadue e DNA.

### L'acquisizione da parte della holding Fortitudo 2011

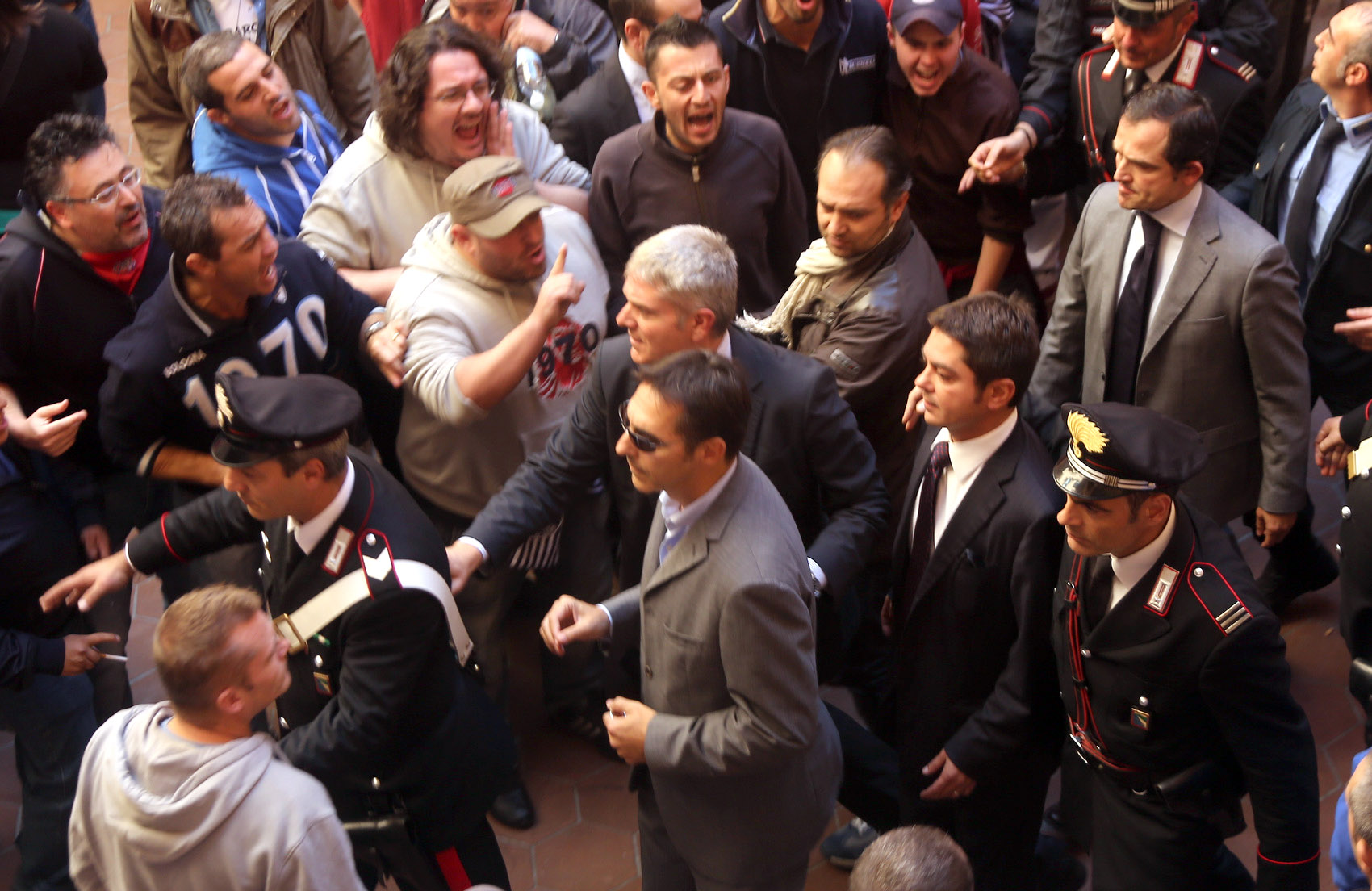
Romagnoli contestato all'uscita dall'asta fallimentare

Il campionato 2012-13 inizia in maniera traballante dal punto di vista societario ed il suo culmine avverrà il 16 ottobre 2012 data in cui è fissata l'asta fallimentare che mette in vendita "in unico lotto con il 100% delle quote della società Fortitudo Pallacanestro Bologna con socio unico (già Eagles con socio unico)". All'asta si presenta solamente Giulio Romagnoli a nome della holding "Fortitudo 2011" (già proprietaria della squadra Biancoblù Basket Bologna) ed acquista, insieme ai trofei della radiata e fallita Fortitudo Pallacanestro Bologna, anche la Eagles.
In novembre, a causa dei mancati pagamenti da parte della nuova società, è stata poi esclusa dal campionato. Fino a quel momento aveva disputato 10 partite vicendone 6, battendo anche Casalpusterlengo ed Agrigento, due squadre che arriveranno terza e quarta a fine campionato. L'ultima partita di Eagles fu al Palasport di Ferrara contro Mirandola il 18 Novembre 2012.

## Rosa 2011-2012
Di seguito la rosa che ha preso parte alla Divisione Nazionale B FIP 2011-2012. Il Coach era Stefano Salieri.
|  | Naz.              | Ruolo | Sportivo            | Anno |     |  |  |
|  | ----------------- | ----- | ------------------- | ---- | --- |  |  |
|  | Italia (bandiera) |       | Alex Ranuzzi        | 1986 | 195 |  |  |
|  | Italia (bandiera) |       | Patrizio Verri      | 1988 | 195 |  |  |
|  | Italia (bandiera) |       | Giacomo Sanguinetti | 1980 | 191 |  |  |
|  | Italia (bandiera) |       | Matteo Imbrò        | 1994 | 192 |  |  |
|  | Italia (bandiera) |       | Riccardo Bottioni   | 1993 | 192 |  |  |
|  | Italia (bandiera) |       | Gabriele Fin        | 1990 | 195 |  |  |
|  | Italia (bandiera) |       | Alessandro Potì     | 1991 | 192 |  |  |
|  | Italia (bandiera) |       | Matteo Gruppioni    | 1992 | 200 |  |  |
|  | Italia (bandiera) |       | Mauro Liburdi       | 1982 | 201 |  |  |
|  | Italia (bandiera) |       | Jean Carlos Canelo  | 1989 | 188 |  |  |

## Rosa 2012-2013
Di seguito la rosa che ha preso parte alla Divisione Nazionale A 2012-13, fino all'esclusione della società. Il Coach in questa stagione è Massimo Padovano.
|  | Naz.              | Ruolo | Sportivo           | Anno |  |  |  |
|  | ----------------- | ----- | ------------------ | ---- |  |  |  |
|  | Italia (bandiera) |       | Alessandro Piazza  | 1987 |  |  |  |
|  | Italia (bandiera) |       | Riccardo Pederzini | 1989 |  |  |  |
|  | Italia (bandiera) |       | Jacopo Silimbani   | 1986 |  |  |  |
|  | Italia (bandiera) |       | Valerio Circosta   | 1987 |  |  |  |
|  | Italia (bandiera) |       | Carlo Tullio       | 1993 |  |  |  |
|  | Italia (bandiera) |       | Lorenzo Saccardin  | 1994 |  |  |  |
|  | Italia (bandiera) |       | Nicolò Botteghi    | 1992 |  |  |  |
|  | Italia (bandiera) |       | Matteo Raminelli   | 1983 |  |  |  |